# Síndrome de discontinuación de ISRS
El síndrome de discontinuación de ISRS, también conocido como síndrome de abstinencia de ISRS o síndrome de cese de ISRS, es un síndrome que puede ocurrir después de la reducción de la dosis o la interrupción de medicamentos antidepresivos ISRS (inhibidor selectivo de la recaptación de serotonina) o IRSN (inhibidor de la recaptación de serotonina y noradrenalina). La condición comienza después de la discontinuación del fármaco. También puede ocurrir después de una reducción en la  dosis del fármaco, a pesar de que el medicamento no haya sido completamente suspendido. El momento de la aparición de los síntomas depende de la vida media de eliminación del fármaco y el metabolismo del paciente.
La interrupción se puede dividir en dos fases- síntomas inmediatos, que se producen dentro de 6 semanas desde la interrupción, y con menor frecuencia, los síntomas persistentes que ocurren meses o años después de la interrupción.
Se han disputado las particularidades de este síndrome, a la luz de la multitud de agentes prescritos. Sin embargo, los ensayos controlados doble ciego con placebo, demuestran indicios de dificultades estadísticamente y clínicamente significativos con la interrupción de los ISRS.

## Incidencia y prevalencia
Desafortunadamente, hasta la fecha, no se han realizado estudios sobre la población general o sobre la población clínica que permitan conocer la incidencia y la prevalencia de este síndrome.

## ICD10
Los códigos de diagnóstico ICD10 y el Y49 que se refieren a las complicaciones debidas a medicamentos psicotrópicos, aún no clasificados por los organismos competentes. En particular, el código Y49.0 se refiere a antidepresivos tricíclicos y tetracíclicos; el código Y49.1 se refiere a los antidepresivos inhibidores de la monoamino oxidasa; el código Y49.2 se refiere a otros antidepresivos no identificados.

## Signos y síntomas
Los indicadores del síndrome de discontinuación de ISRS son los siguientes:
1. La interrupción, suspensión o reducción de la dosis en un tratamiento con ISRS ha durado más de cuatro semanas.
2. Los síntomas:
  - interfieren con el funcionamiento normal, social, laboral u otros.
  - no se deben a otra condición médica, el uso de drogas o su suspensión.
  - no se deben a una recaída de la enfermedad para la cual el ISRS se le recetó originalmente.

Las personas con abstinencia de antidepresivos, por lo general, han tomado antidepresivos de forma continua durante semanas o meses y, después de este uso continuo, han reducido de forma gradual o suspendido la administración del medicamento. Estas dos condiciones exponen al riesgo de abstinencia. Una lista completa de los síntomas de abstinencia de reducción o suspensión de ISRS o IRSN se muestra a continuación y se puede leer en su totalidad en Chouinard y Chouinard
- Síntomas generales: síntomas pseudo gripales, sudoración, escalofríos, sofocos, fatiga, debilidad, cansancio, somnolencia
- Síntomas visuales: cambios de la visión, visión borrosa
- Síntomas cardiovasculares: vértigo, sensación inminente de pérdida del conocimiento, palpitaciones, dificultad respiratoria
- Síntomas gastrointestinales: Diarrea, incontinencia fecal, dolor abdominal, náuseas, vómitos, falta de apetito
- Síntomas sensoriales: hormigueo, sensación de shock eléctrico, sensación de descarga en el cerebro, prurito, alteración del sentido del gusto, zumbido en los oídos
- Síntomas neuromusculares: temblores, incapacidad de permanecer inmóvil, rigidez muscular, dolor muscular, temblor, neuralgia, espasmos musculares, sensaciones de picaduras en la cara, dificultad en coordinar los movimientos
- Síntomas cognitivos: confusión, amnesia, desorientación, falta de concentración
- Síntomas afectivos: ansiedad, inquietud, tensión, pánico, depresión, intensificación de ideas suicidas, irritabilidad, impulsividad, agresividad, ira, crisis de llanto, cambios de humor repentinos, desrealización, despersonalización
- Síntomas psicóticos: alucinaciones visuales y auditivas
- Trastornos del sueño: insomnio, sueños vívidos, pesadillas, hipersomnia
- Síntomas sexuales: eyaculación precoz, hipersensibilidad a los genitales.

### Neurológico
Los síntomas que se describen como "zápeos cerebrales", "choques cerebrales", "escalofríos cerebrales", "pulso-ondas cerebrales", "shocks en la cabeza", "pulsos", "parpadeos" o "silbidos craneales" son los síntomas de abstinencia comunes experimentados durante la discontinuación (o la reducción de la dosis) de los fármacos antidepresivos. Estos son el resultado de una regulación a la baja global de los receptores de serotonina en respuesta al aumento de los niveles de serotonina en la hendidura sináptica, pero el mecanismo específico mediante el cual esto causa síntomas se desconoce. Las respuestas comunes a la reducción de dosis o la interrupción incluyen mareos, sensaciones de tipo shock eléctricos, sudoración, náuseas, insomnio, temblor, confusión, pesadillas y vértigo.
El "término preferido" del MedDRA para codificar estos tipos de síntomas en los informes sobre reacciones adversas a medicamentos (para su uso en bases de datos de farmacovigilancia, como en virtud del Plan Tarjeta Amarilla) es parestesia.
En una encuesta de 1997, en el noreste de Inglaterra, una "minoría considerable" de los profesionales de la medicina no eran conscientes con confianza de la existencia de los síntomas de abstinencia de antidepresivos. Una revisión de 2005 de informes de eventos adversos mostró que se habían reportado las descripciones de "choques eléctricos" de pacientes con paroxetina con más frecuencia que otros síntomas.

## Historia
El primer reporte de síntomas de abstinencia que ocurrieron después de la interrupción de un ISRS fue para la fluvoxamina (marcas Luvox (EE. UU.), Faverin (UK)) en 1992. El Comité de Seguridad de Medicamentos en el Reino Unido informó de síntomas de abstinencia involucrando a la paroxetina (Paxil, Seroxat) en 1993, y la American Journal of Psychiatry reveló lo mismo para la sertralina (Zoloft, Lustral) el año siguiente.
En 1996, Eli Lilly and Company patrocinaron un simposio para abordar el creciente número de informes de pacientes que tenían difíciles síntomas tras el cese de sus antidepresivos:

Para entonces ya había quedado claro que la estimaciones de las compañías farmacéuticas que a lo más un bajo porcentaje de los que tomaran antidepresivos tendría dificultades para dejar el medicamento fueron demasiado bajas. Jerrold Rosenbaum y Maurizio Fava, investigadores del Hospital General de Massachusetts, descubrieron que entre las personas que dejaban los antidepresivos, entre un 20 por ciento a 80 por ciento (dependiendo del medicamento) sufrió de lo que se llama síndrome de abstinencia de antidepresivos (pero que, después del simposio, pasó a llamarse "síndrome de discontinuación").
The New York Times, May 6, 2007

La Organización Mundial de la Salud (OMS) continúa rastreando el síndrome de abstinencia, y señala:

Los ISRS son un ejemplo de cómo una confusión conceptual sobre la terminología puede afectar la comunicación adecuada, la interpretación y la comunicación de las reacciones adversas a los medicamentos relacionados con la dependencia. Para evitar la asociación con la dependencia, un creciente número de investigadores han utilizado un término diferente, síndrome de discontinuación, en lugar de síndrome de abstinencia. El número de visitas para el síndrome de discontinuación en las búsquedas en la literatura médica internacional comenzó a aumentar, relativo con la aparición del síndrome de abstinencia, en 1997 después del simposio [de Eli Lilly] sobre el síndrome de discontinuación de antidepresivos que tuvo lugar en 1996. De hecho, se le ha informado al Centro de Vigilancia de Uppsala el síndrome de dependencia para todos los ISRS a través de los mismos sistemas de vigilancia post-comercialización, aunque hay significativamente menos informes de síndrome de dependencia que de síndrome de abstinencia.
The World Health Organization, WHO Technical Report Series 915, 2003

La misma nota de la OMS clasifica a los antidepresivos en distintos rankings de acuerdo con su discontinuación, con la paroxetina teniendo el mayor número de informes de síndrome de abstinencia y la fluoxetina con el mayor número de informes de drogodependencia; la nota concluye, "Tres ISRS se encuentran entre los 30 medicamentos de mayor ranking en la lista de medicamentos para los cuales la drogodependencia fue alguna vez reportado a la base de datos del Centro de Vigilancia de Uppsala, se había recibido un total de 269 informes en junio de 2002 (109 informes para la fluoxetina, 91 para la paroxetina, y 69 para la sertralina)".

## Causa
La causa es la interrupción brusca o incluso disminución gradual de ISRS o IRSN.
- citalopram (Celexa, Cipramil, Celepram, Emocal, Sepram, Seropram)
- escitalopram (Lexapro, Cipralex, Esertia, Esipram)
- fluoxetina (Prozac, Fontex, Seromex, Seronil, Sarafem, Fluctin [EUR])
- paroxetina (Paxil, Seroxat, Pexeva, Aropax, Deroxat, Paroxat)
- sertralina (Zoloft, Lustral, Serlain)
- dapoxetina (Priligy)
- fluvoxamina (Luvox, Fevarin, Favoxil)
- venlafaxina (Effexor, Efexor)
- desvenlafaxina (Pristiq)
- duloxetina (Cymbalta)
- vilazodona (Viibryd)

## Disfunción sexual post-ISRS
Según una fuente, la disfunción sexual post-ISRS (DSPI) es un tipo de disfunción sexual iatrogénico causada directamente por el uso previo de antidepresivos ISRS.

## Diagnóstico
Aunque la mayoría de los ISRS son ampliamente utilizados y generalmente se consideran seguros, una interrupción abrupta o reducción rápida de uso de ISRS podría provocar un síndrome de discontinuación que puede simular una enfermedad grave y puede ser muy angustiante e incómodo. Varios factores farmacocinéticos y farmacodinámicos influyen en la frecuencia y aparición de estos síntomas. Cuando se deja que siga su curso, la duración del síndrome es variable (generalmente de una a varias semanas) y se extiende de intensidad leve a moderada en la mayoría de los pacientes, a terriblemente angustiosa en un número menor de pacientes que podrían tener efectos secundarios durante meses.
Con la falta de una definición basada en criterios de consenso para el síndrome, un panel de discontinuación se reunió en Phoenix, Arizona en 1997 y declaró:

Los síntomas de discontinuación de ISRS ... podrían surgir cuando un ISRS es abruptamente interrumpido, cuando se salta una dosis, y con menor frecuencia, durante la reducción de la dosis. Además, los síntomas no son atribuibles a ninguna otra causa y pueden revertirse al reinstaurar el agente original, o sea sustituido por un agente farmacológicamente similar. Los síntomas de discontinuación de ISRS, en la mayoría de los casos, pueden minimizarse reduciendo lentamente la dosis, pero ha habido varios informes de casos donde se produjeron síntomas de manera consistente incluso después de repetidos intentos a disminuir la terapia. Los síntomas físicos incluyen problemas con el equilibrio, gastrointestinales y síntomas parecidos a la gripe, y alteraciones sensoriales y trastornos del sueño. Los síntomas psicológicos incluyen ansiedad y/o agitación, ataques de llanto, irritabilidad y agresividad.
Journal of Clinical Psychiatry(1997) 5u (7):pp5–10

Un estudio de 2000 en el Departamento de Psiquiatría de la Universidad de Dalhousie en Halifax, Nueva Escocia construyó criterios de diagnósticos para el síndrome de la discontinuación de ISRS. Estos criterios son 2 o más de los siguientes síntomas: 
- que se desarrollen dentro de 1 a 7 días desde la discontinuación o reducción de la dosis de ISRS después de su uso por lo menos 1 mes,
- cuando estos síntomas provocan malestares clínicamente significativos o deteriorantes y no se deben a una enfermedad médica o recurrencia de un trastorno mental: 
  - mareos,
  - aturdimiento,
  - vértigo o sensación de desmayo;
  - sensaciones de tipo shock o parestesias;
  - ansiedad,
  - diarrea,
  - fatiga,
  - andadura inestable,
  - dolor de cabeza,
  - insomnio,
  - irritabilidad,
  - náuseas o vómitos,
  - temblores y
  - alteraciones visuales.[16]

Debido a la falta de criterios de diagnósticos revisados por pares, muchos médicos, inconscientes de la posible gravedad del síndrome de discontinuación, no consigan el consentimiento informado en el momento de la prescripción inicial del paciente (aunque los pacientes en ensayos clínicos lo hacen), por lo que este síndrome puede ser un obstáculo inesperado a pacientes que intentan suspender el fármaco. Además, las advertencias a los pacientes que no deben dejar de tomar el medicamento sin la aprobación del médico, mientras sea indicado, podría llevar a una renuencia a interrumpir el tratamiento con ISRS en pacientes que necesitan no tomar los medicamentos por largo tiempo.
En el 2015, Chouinard y Chouinard[2] publicaron criterios diagnósticos de la síndrome de abstinencia a los ISRS y a los IRSN e identificaron tres diagnósticos: Nuevos síntomas de abstinencia, síntomas de efecto rebote, trastorno de post-abstinencia persistente. Los nuevos síntomas de abstinencia pueden ser diagnosticados cuando se cumplan las siguientes condiciones:
- El ISRS o ISRN ha sido interrumpido o reducido después de un uso continuado de 6 meses;
- Se presentan uno o más de los siguientes síntomas: náuseas, dolor de cabeza, temblor, trastornos del sueño, problemas de concentración, ansiedad, irritabilidad, nerviosismo, agresividad, depresión o irritabilidad;
- Se han presentado dos o más síntomas específicos relacionados con la serotonina;
- Los síntomas se caracterizan por un pico de inicio en las primeras 36- 96 horas después de la cesación o reducción de la dosis de ISRS o ISRN (dependiendo de la duración de la vida media del fármaco) y una duración de hasta 6 semanas (dependiendo de la concentración plasmática terminal del fármaco);
- Los síntomas provocan trastornos o alteraciones clínicamente significativas en las áreas sociales, ocupacionales u otras áreas de funcionamiento importantes;
- Los síntomas no se deben a una condición médica general y no pueden ser explicados por otro trastorno mental o por el uso de sustancias.

Los síntomas del efecto rebote pueden ser diagnosticados cuando se cumplan las siguientes condiciones:
- El ISRS o ISRN ha sido interrumpido o reducido después de un uso continuado de 6 meses;
- Vuelven los síntomas originales (por ejemplo, ansiedad, ansiedad psíquica, ansiedad somática, pánico, nerviosismo, insomnio, depresión, irritabilidad, obsesiones, compulsiones) y se cumplen al menos 4 de los siguientes criterios: mayor intensidad de los síntomas en comparación con el inicio del tratamiento, síntomas transitorios reversibles, convicción psicológica de la necesidad del medicamento, rápida mejoría de los síntomas después de la reintroducción del fármaco;
- Los síntomas se caracterizan por un pico de inicio en las primeras 36- 96 horas después de la cesación o reducción de la dosis de ISRS o ISRN (dependiendo de la duración de la acción del fármaco) con una duración de hasta 6 semanas (dependiendo de la concentración plasmática terminal del fármaco);
- Los síntomas provocan trastornos o alteraciones clínicamente significativas en las áreas sociales, ocupacionales u otras áreas de funcionamiento importantes;
- Los síntomas no se deben a una condición médica general y no pueden ser explicados por otro trastorno mental o por el uso de sustancias.

Por último, la trastorno de post-abstinencia persistente se puede diagnosticar cuando se cumplan las siguientes condiciones:
- El ISRS o ISRN ha sido interrumpido o reducido después de un uso continuado de 6 meses;
- Una o más de las siguientes condiciones se cumple: regreso de la enfermedad original con una intensidad mayor con respecto al inicio del tratamiento y / o regreso de la enfermedad original con síntomas adicionales (por ejemplo, características melancólicas por la depresión), aparición de síntomas relacionados con nuevas perturbaciones mentales;
- Los síntomas persisten por más de 6 semanas después de la reducción o la interrupción del fármaco y se identifican por dos o más de las siguientes características: una mayor gravedad de la enfermedad en comparación con el inicio del tratamiento, síntomas reversibles con una remisión parcial o total, respuesta parcial o total con la reintroducción del fármaco;
- Los síntomas se caracterizan por un pico de inicio que va desde las primeras 24 horas hasta seis semanas después de la interrupción o reducción de la dosis de ISRS o IRSN (dependiendo de la duración de la acción y de la farmacología del medicamento) y pueden durar varios meses o más;
- Los síntomas provocan trastornos o alteraciones clínicamente significativas en las áreas sociales, ocupacionales u otras áreas de funcionamiento importantes;
- Los síntomas no se deben a una condición médica general y no pueden ser explicados por otro trastorno mental o por el uso de sustancias.

## Definición de abstinencia
Como se describe en la sección Historia de arriba, el síndrome de abstinencia de ISRS comenzó a ser llamado síndrome de discontinuación de ISRS después de un simposio en 1996; desde entonces, los términos han sido utilizados de manera intercambiable. Los ISRS no son adictivos en el uso médico convencional de la palabra (es decir, los animales que reciben libre acceso al medicamento no lo buscan activamente y tampoco buscan aumentar la dosis), pero la discontinuación de su uso puede producir síntomas somáticos y psicológicos.
Los críticos argumentan que la industria farmacéutica tiene un interés personal en la creación de una distinción entre la adicción a las drogas recreativas o ilegales y la dependencia de los antidepresivos. Los argumentos en contra del uso del término "abstinencia" se basan principalmente en no asustar o alienar pacientes que puedan o no necesitar la medicación. De acuerdo con la definición de consenso de la Academia Americana de Medicina del Dolor, la abstinencia es un síntoma de la "dependencia física", no de la "adicción" y como tal, la palabra "abstinencia" es apropiado para los síntomas causados por el cese de un ISRS.
Independientemente de las propiedades de refuerzo, y/o la falta de estas, una sustancia que de lugar a una regulación a la baja de los receptores tiene propiedades adictivas. Después de la interrupción, la activación de los receptores en respuesta a los niveles de referencia de transmisores endógenos aumenta en comparación con los niveles de referencia sin fármaco, lo que resulta en una perturbación en el funcionamiento normal del sistema de regulación en cuestión.

## Mecanismo
El mecanismo exacto del síndrome de abstinencia de ISRS es desconocido, y podría ser debido a una variedad de factores. Las investigaciones actuales sobre el síndrome de discontinuación/abstinencia han atribuido el síndrome de abstinencia de ISRS a los cambios electrofisiológicos en el cerebro (en particular en el receptor 5-HT), y cambios electrofisiológicos en el cuerpo (factor de crecimiento nervioso) en ausencia de los ISRS, así como la dependencia dopaminérgica, y un sistema inmunológico sobre-excitado.
El sistema nervioso central (SNC) se adapta a la presencia de drogas psicoactivas. Dicha adaptación comúnmente implica el reajuste de neurorreceptores para compensar la acción farmacológica aguda del medicamento. Los efectos deseados del medicamento podrían ser mediados por tales cambios compensatorios que podría explicar el retraso en la aparición del efecto terapéutico de los antidepresivos. Esta teoría de adaptación también explica por qué pueden producirse síntomas y señales de abstinencia en la interrupción de estos medicamentos ya que la eliminación del medicamento puede ser más rápido que la readaptación del cerebro a la ausencia del medicamento. Por lo tanto, los factores farmacodinámicos y farmacocinéticos del medicamento contribuyen al riesgo de padecer del síndrome de abstinencia. Los factores farmacodinámicos explican por qué los síndromes de abstinencia son a menudo una cuestión de clase y por qué la administración de un medicamento de la misma clase a menudo alivia los síntomas de abstinencia. Estudios formales no han caracterizado el riesgo relativo.
Una teoría dice que el síndrome de abstinencia de ISRS está asociado con una disminución en la proporción del metabolito Cho/Cre en el cortex del cíngulo anterior rostral que podría reflejar la dinámica de la función del cortex del cíngulo anterior (CCA). El CCA parece desempeñar un papel en una amplia variedad de funciones autonómicas, como la regulación de la frecuencia cardíaca y la presión arterial, y es vital para las funciones cognitivas, tales como la anticipación de recompensa, toma de decisiones, empatía y emoción. Los neurocientíficos indican que el cortex del cíngulo anterior dorsal está principalmente relacionado con la cognición racional, mientras que el ventral está más relacionado con la cognición emocional.
Otro estudio demostró que los cambios en el volumen sanguíneo regional central de la corteza prefrontal izquierda y núcleo caudado izquierdo se correlacionan con la aparición de los síntomas de abstinencia y un aumento en la Escala de Hamilton para la Depresión después de la interrupción del tratamiento con paroxetina. Los resultados apoyan la hipótesis de que las regiones del cerebro implicadas en la depresión, con amplia inervación serotoninérgica, mostrarían cambios en su actividad asociada con la aparición de los síntomas después de la interrupción del fármaco. Los mapas de volumen de sangre cerebral se obtuvieron a través de imagen por resonancia magnética funcional (IRMf).
Se especula sobre la posibilidad de una deficiencia temporal de serotonina sináptica con la retirada brusca de un ISRS. Esta deficiencia se agrava por el hecho de que los receptores regulados (a la baja) permanecen en su estado relativamente hipoactivo durante días o semanas. Esto se cree que resulta directa- o indirectamente en el síndrome de discontinuación antidepresivo a través de efectos cascada sobre otros sistemas de neurotransmisores (por ejemplo, la norepinefrina, dopamina y GABA) implicados en los trastornos depresivos y de ansiedad.
Otro posible mecanismo es por inhibición de la neurotransmisión dopaminérgica.

## Evaluación
Actualmente solo hay una herramienta que permite evaluar la severidad de los síntomas de abstinencia causados por la reducción o suspensión de los antidepresivos. Esta es la Discontinuation-Emergent Signs and Symptoms (DESS). Esta herramienta no es un diagnóstico, y, por el momento, solo existe en inglés.

## Prevención y tratamiento
Se debe advertir a los pacientes sobre la vida media de eliminación de su medicamento específico, y los pacientes deben ser conscientes de que si se cambian de un medicamento de semivida larga como la fluoxetina (Prozac), a un medicamento con una semivida más corta, la regularidad de la ingesta del medicamento se vuelve mucho más importante. Los pacientes que toman fluoxetina a menudo pueden pasar por alto varias dosis sin notar molestia alguna, pero la vida media más corta de otros ISRS, como la venlafaxina, paroxetina y duloxetina (semivida aproximadamente de 10 horas) significa que una sola dosis olvidada puede causar síntomas de abstinencia. Al interrumpir un ISRS con una vida media corta, el cambio a un fármaco con una vida media más larga (por ejemplo, fluoxetina o citalopram) y a continuación la interrupción de este, puede disminuir la probabilidad y gravedad del síndrome de abstinencia. La vida media de la fluoxetina evitaría los síntomas de abstinencia debido a que la eliminación del medicamento del sistema del paciente se estrecha durante días, logrando una eliminación gradual y progresiva del medicamento.
Los síntomas de abstinencia de ISRS podrían ser aliviados ya sea reanudando la dosis original de ISRS (o un ISRS similar), o reduciendo lentamente la dosis durante varias semanas o meses. Si bien la reducción lenta de la dosis no garantiza que el paciente no vaya a experimentar el síndrome de discontinuación, se considera un método más seguro que la interrupción abrupta. La interrupción gradual, o cónica, o titulación, se puede lograr mediante la ruptura de pastillas en partes o el uso de una jeringa oral graduada cuando el medicamento sea de forma líquida. Alternativamente, una farmacia magistral podría tomar la prescripción y dividirla en dosis más pequeñas. Por ejemplo, una receta 20 mg de Cymbalta, que viene en cápsulas de gel que contienen pequeños gránulos en forma de esfera, se puede dividir en dosis de 20, 15, 10, 5, y 2,5 mg.
El tratamiento depende de la severidad de la reacción a la suspensión y si es necesario continuar con el tratamiento antidepresivo. En los casos en que se requiera la continuación de un tratamiento antidepresivo entonces el único paso requerido es reiniciar el antidepresivo; este suele ser el caso tras el incumplimiento del paciente con el fármaco. Si ya no son necesarios los antidepresivos, el tratamiento depende de la gravedad de los síntomas. Las reacciones leves podrían solo requerir consuelo. Los casos moderados podrían requerir manejo de los síntomas. Las benzodiacepinas, especialmente el clonazepam, podrían ser utilizadas para el insomnio, aunque es muy importante tener en cuenta que la abstinencia de las benzodiazepinas es conocida por ser intensa y de larga duración. Si los síntomas de la interrupción de ISRS son severos, o no responden al tratamiento de los síntomas, el antidepresivo se puede restablecer y posteriormente ser retirado con más cautela.
Las personas que experimentan síntomas de abstinencia graves pueden disminuir la dosis en un 5% por semana (o mes, o incluso más) con el fin de evitar una caída drástica de la actividad serotoninérgica, sin embargo, en algunos casos incluso reducciones graduales pueden producir síntomas de abstinencia. El cambio a un ISRS con una vida media más larga, y posteriormente disminuir gradualmente la dosis de este, podría eliminar los síntomas de abstinencia.
Introducir una terapia cognitivo-conductual específica puede ser una opción de tratamiento[5]. 
No se conoce actualmente opciones de tratamiento eficaces contra los síntomas persistentes de discontinuación de ISRS.

## Duración
Los síntomas pueden durar semanas, meses o años. La estrategia para restaurar el fármaco que ha sido interrumpido o reducido no es recomendable basado en la literatura científica, por el contrario, algunos informes de casos clínicos han sugerido manejar la abstinencia de otra manera (véase más adelante). 

## Efectos adversos persistentes
La mayoría de los casos de síndrome de discontinuación duran entre una y cuatro semanas, pero una minoría importante, tal vez hasta un 15% de los usuarios, tienen síntomas persistentes evidentes por meses o años después del cese del medicamento. La paroxetina y venlafaxina parecen ser particularmente difíciles de interrumpir y se han reportado casos de síndromes de discontinuación prolongados que duran más de 18 meses con la paroxetina. Ahora pareciera que los síntomas de abstinencia de ISRS pueden ser divididos en dos fases-abstinencia inmediata, que se producen dentro de las 6 semanas desde la interrupción, y una fase posterior que se produce después de 6 semanas desde interrupción.
No se han estudiado bien los síndromes de abstinencia de largo plazo. Un estudio italiano encontró que en los pacientes con trastorno de pánico y agorafobia, el 45% presentó un síndrome de abstitencia que desapareció dentro de un mes en todos menos en el 11% de los pacientes. Los síntomas del síndrome de discontinuación incluyen agitación, ansiedad, acatisia, ataques de pánico, irritabilidad, hostilidad, agresividad, empeoramiento de la depresión, disforia, ataques de llanto o labilidad emocional, hiperactividad, despersonalización, disminución de la concentración, pensamiento lento, confusión, y dificultades de memoria/concentración. Otro estudio encontró que los pacientes informaron que los síntomas de abstinencia a largo plazo "fueron lo suficientemente graves e incapacitantes que los pacientes regresaron al tratamiento." Se señaló además que los síntomas post-retirada incluyen "trastornos de ansiedad, incluyendo ansiedad generalizada y ataques de pánico, insomnio tardío, y trastornos depresivos incluyendo la depresión mayor y el trastorno bipolar. Ansiedad, estado de ánimo alterado, depresión, cambios de humor, labilidad emocional, insomnio, irritabilidad persistente, poca tolerancia al estrés y el deterioro de la memoria son los síntomas post-retirada más frecuentemente reportados". Dichos síntomas pueden durar meses a seis años, pero por lo general duran unos dos años.
En muy pocos casos, al interrumpir los ISRS, la disfunción sexual aparecida durante el tratamiento con estos podría persistir (disminución de la libido, impotencia o lubricación vaginal reducida, dificultad para iniciar o mantener una erección o excitarse, síndrome de excitación sexual persistente a pesar de la ausencia de deseo, silenciado, retraso de o ausencia del orgasmo (anorgasmia), experiencia reducida o nula de placer durante el orgasmo (anhedonia eyaculatoria), eyaculación precoz, pene debilitado, sensibilidad vaginal o del clítoris, anestesia genital, pérdida o disminución de la respuesta a los estímulos sexuales) que persiste durante años o para siempre después de los hechos.

## Interrupción de IRSN
Los inhibidores de la recaptación de serotonina y norepinefrina (IRSN) inhiben la recaptación de la serotonina y la norepinefrina. Los IRSN más prescritos son la venlafaxina y la duloxetina. A estos se ha añadido la desvenlafaxina. Se ha citado también el ampliamente utilizado analgésico tramadol, que es molecularmente similar a la venlafaxina, ya que tiene propiedades IRSN que típicamente afectan a los pacientes después de 3 meses o más de uso en dosis terapéuticas de 400 mg por día.

### Venlafaxina
La interrupción repentina de la venlafaxina tiene un alto riesgo de causar síntomas de abstinencia potencialmente graves. Incluso la falta de una sola dosis puede causar síntomas de abstinencia. El alto riesgo de síntomas de abstinencia refleja la corta vida media de la venlafaxina, así como su efecto como inhibidor dual de recaptación. Los síntomas de discontinuación tienen una tendencia a ser mucho más fuerte que los efectos de retiro de otros antidepresivos incluyendo los antidepresivos tricíclicos, pero son de naturaleza similar a los de los ISRS con una vida media corta, como la paroxetina.
Los síntomas de discontinuación son similares a los de otros antidepresivos incluyendo irritabilidad, inquietud, dolor de cabeza, náuseas, fatiga, sudoración excesiva, disforia, temblor, vértigo, irregularidades en la presión arterial, mareos, alucinaciones visuales y auditivas, sensación de distensión abdominal, y parestesia. Otros síntomas mentales no específicos podrían incluir trastornos de la concentración, sueños extraños, delirio, cataplejía, agitación, hostilidad, y el empeoramiento de los síntomas depresivos. Los grupos de ayuda en línea mencionan constantemente a la discontinuación de venlafaxina como el causante de los sueños de una calidad particularmente angustiante e infernal.
También se ha informado de sensaciones eléctricas con muchos pacientes describiendo dichos síntomas como "zapping cerebrales". Se ha sugerido que las sensaciones podrían representar una alteración de la actividad neuronal en el sistema nervioso central.
Los estudios realizados por Wyeth-Ayerst, el fabricante de la venlafaxina, y otros han reportado casos graves de abstinencia, incluyendo el retiro del medicamento como la presentación de un derrame cerebral, como también la abstinencia neonatal (la abstinencia neonatal también se ha informado con la paroxetina, fluoxetina, sertralina, y citalopram). En algunos casos de abstinencia de venlafaxina, la interrupción se logró con éxito finalmente mediante la adición de fluoxetina, que posteriormente se suspendió a sí mismo sin dificultad. Además, el uso de tramadol ha demostrado su eficacia como elemento auxiliar de retiro antidepresivo especialmente con la venlafaxina.[cita requerida] Sin embargo, esto puede aumentar en gran medida el riesgo de síndrome serotoninérgico y disminuye el umbral convulsivo.

### Duloxetina
Eli Lilly and Company, el fabricante de la marca de duloxetina (Cymbalta) establece que "se recomienda una reducción gradual de la dosis para evitar los síntomas de discontinuación." Dentro de estos síntomas, podrían haber "mareos, dolor de cabeza, náuseas, diarrea, parestesias, irritabilidad, vómitos, insomnio, ansiedad, hiperhidrosis, y fatiga."
Durante la comercialización de otros ISRS y IRSN (inhibidor selectivo de la recaptación de serotonina y norepinefrina), ha habido notificaciones espontáneas de reacciones adversas que ocurren tras la interrupción de estos medicamentos, especialmente si es brusca, incluyendo las siguientes: estado de ánimo disfórico, irritabilidad, agitación, agresividad, mareos, perturbaciones sensoriales (por ejemplo, parestesias tales como sensaciones de descarga eléctrica), ansiedad, confusión, dolor de cabeza, letargo, labilidad emocional, insomnio, hipomanía, tinnitus y convulsiones. Aunque estos eventos son generalmente autolimitados, algunos se han notificado como severos.
Los pacientes deben ser monitorizados para detectar estos síntomas al interrumpir el tratamiento con Cymbalta. Se recomienda una reducción gradual de la dosis en lugar de la interrupción brusca si es que lo es posible. Si ocurren síntomas intolerables tras una disminución de la dosis o la interrupción del tratamiento, podría considerarse restablecer la dosis prescrita previamente. Posteriormente, el médico podría continuar disminuyendo la dosis, pero a un ritmo más gradual.
Muchos pacientes bajo tratamiento con el medicamento por más tiempo que los ensayos de prueba de Lilly en discontinuación (que solo estudiaron pacientes después de 9 semanas de exposición a Cymbalta), reportan evidencia anecdótica de grandes síntomas de abstinencia de Cymbalta con una duración de semanas a varios meses. Dado que la duloxetina es un medicamento relativamente nuevo (aprobación de la FDA en 2004), no se han publicado muchos artículos revisados por pares sobre los efectos adversos o fenómenos de abstinencia, y los efectos del uso a largo plazo aún se desconocen.

## La fluoxetina como intervención
Muchos médicos aconsejan a sus pacientes que sufren del síndrome de discontinuación de ISRS el uso de la fluoxetina como sustituto de su medicamento actual. Substituyendo la fluoxetina en las etapas finales de la discontinuación de ISRS, o post interrupción, proporciona una velocidad de eliminación del antidepresivo que podría minimizar o erradicar por completo los síntomas de abstinencia en el paciente. La fluoxetina migra lentamente desde el cerebro a la sangre. El metabolito activo de la fluoxetina permanece por mucho tiempo en el cerebro, ya que es lipófilo, con una vida media biológica de 4 a 8 días (la más larga de todos los ISRS). Por lo tanto el nivel del medicamento en el cuerpo cae lentamente a una velocidad a la que el cerebro puede ajustarse cuando se reduce la dosis. La fluoxetina también está disponible en fórmula líquida, permitiendo que el médico titule el fármaco con mayor facilidad (por ejemplo, con una jeringa oral).
En un ensayo aleatorizado, la interrupción brusca del tratamiento antidepresivo durante 5-8 días se asoció con la aparición de nuevos síntomas somáticos y psicológicos con el más alto grado en pacientes tratados con paroxetina y a un menor grado con la sertralina, con pocos síntomas observados con la fluoxetina.
- La fluoxetina como tratamiento para los síntomas de abstinencia causados por la clomipramina fue reportado en 1999 por F. Benazzi.[45]

- La fluoxetina fue indicada para cubrir los síndromes de discontinuación serotoninérgicos por el cese de la paroxetina asociados con síntomas de abstinencia o suspensión.[46]

## Abstinencia neonatal
La FDA emitió una advertencia el 19 de julio de 2006, que las madres lactantes en tratamiento con ISRS deben discutir el tratamiento con sus médicos.
Cuando se toman por las mujeres embarazadas, los inhibidores selectivos de la recaptación de serotonina (ISRS) atraviesan la placenta y tienen el potencial de afectar a los recién nacidos. Aunque los ISRS no se han asociado con malformaciones congénitas, algunas evidencias sugieren que están asociados con complicaciones neonatales como el síndrome de abstinencia neonatal (SAN) y la hipertensión pulmonar persistente (HPP).
Se han documentado síndromes de abstinencia de ISRS en los recién nacidos. Los investigadores encontraron que en noviembre de 2003, se habían notificado un total de 93 casos de uso de ISRS asociados ya sea con convulsiones neonatales o síndrome de abstinencia. Posteriormente, los autores de un estudio publicado en The Lancet concluyeron que los médicos deben evitar o controlar con cautela la prescripción de estos fármacos a las mujeres embarazadas con trastornos psiquiátricos.